# ハロルド・フェアーウェーザー
ハロルド・フェアーウェーザー（Harold Fairweather、1920年4月15日 - 2017年4月19日）は、ジャマイカのギネス世界記録保持者。当時世界最高齢者であったヴァイオレット・ブラウンの息子である。
彼は親が存命中であった人物としての世界最高齢記録を保持している。また母親であるブラウンは2017年9月15日に117歳189日で死去。これはジャマイカ並びに中部アメリカの歴代最高齢記録である。

## 来歴
1920年4月15日、ブラウンの長男として誕生。6人いた兄弟の中では最も長く生きた。一時期、イギリスに移住していたがジャマイカに帰化したという。2017年4月15日、親が存命中の人物としては史上初めて97歳に到達した。2017年4月19日、ジャマイカ・トレローニー教区の自宅で死去。97歳4日没。